# Gegevensdistributie
Gegevensdistributie of data distribution wil zeggen dat gegevens niet centraal worden opgeslagen, maar over meerdere plaatsen zijn verdeeld. Dit kan om verschillende redenen nuttig zijn, bijvoorbeeld om gegevens veilig te stellen, maar ook om de responstijden van lokale systemen te verkleinen.

## Veiligheid
Sommige gegevens zijn zo cruciaal dat het verlies ervan grote financiële, politieke of maatschappelijke gevolgen kan hebben (en in sommige gevallen een combinatie van die drie). Door gegevens op diverse servers (mirrors) die op verschillende locaties zijn opgesteld te verspreiden, is zelfs in geval van brand, overstromingen of andere calamiteiten de data veilig en beschikbaar.

## Snelheid
Een configuratie waarin data centraal wordt opgeslagen vereist netwerkverbindingen om ze toegankelijk te maken voor een aantal lokale systemen. Niet alleen levert dit extra vertraging op, maar, zeker in het geval dat interacties zeer frequent zijn, kan het ook voor overbelasting van het netwerk of de centrale server zorgen waardoor onaanvaardbare vertragingen kunnen ontstaan.
Door de gegevens lokaal op te slaan, dat wil zeggen, gedistribueerd, wordt niet alleen een grote hoeveelheid netwerkverkeer vermeden, maar wordt ook de centrale server ontzien, die dan ofwel kleiner kan worden uitgevoerd, of ingezet voor andere doeleinden.
Een goed voorbeeld hierbij zijn een moderne kassasystemen, die periodiek van een nieuwe prijslijst (de gegevens) wordt voorzien, zodat als een artikel wordt gescand, de informatie direct beschikbaar is en de kassajuffrouw en de klant niet onnodig hoeven te wachten tot een centrale server tijd heeft en een overbelast netwerk de gegevens eindelijk doorgeeft op een drukke zaterdagmiddag.

## Synchronisatie
Alle systemen die van gedistribueerde gegevens gebruikmaken, hebben software die zorgt dat alle gegevens op alle locaties wordt gerepliceerd. Hoe deze software precies is uitgevoerd, hangt echter sterk van de toepassing af. In het bovenstaande voorbeeld volstaat het periodiek alle transacties naar het hoofdkantoor te sturen en de nieuwe prijslijst in ontvangst te nemen, en er zijn niet veel bijzondere maatregelen nodig.
Problemen ontstaan vooral als op verschillende servers gegevens worden ingevoerd. In dat geval kunnen conflicten ontstaan en dienen speciale maatregelen te worden genomen om deze op te lossen, bijvoorbeeld door een lock-mechanisme, of door structurele maatregelen de mogelijkheid van bewerkings-conflicten te vermijden.